# Aldo Ciccolini
Aldo Ciccolini (Napels, 15 augustus 1925 – Asnières-sur-Seine, 1 februari 2015) was een Franse pianist van Italiaanse oorsprong. Hij werd geboren in Napels, waar hij zijn carrière op 16-jarige leeftijd begon door in het Theater San Carlo te spelen. In 1949 won hij de Marguerite Long-Jacques Thibaud muziekwedstrijd in Parijs. Hij werd Frans staatsburger in 1969 en werd docent aan het Conservatorium van Parijs waar hij van 1970 tot 1988 lesgaf. Onder zijn studenten bevonden zich Akiko Ebi, Géry Moutier, Jean-Yves Thibaudet, Artur Pizzaro, Nicholas Angelich, Jean-Marc Savelli, Fabio Mengozzi en Jean-Luc Kandyoti.
Ciccolini werd vooral bekend door zijn uitvoeringen van en pleidooien voor de muziek van de Franse componisten Maurice Ravel, Claude Debussy en Erik Satie, maar ook van onbekendere componisten als Déodat de Séverac, Jules Massenet, Charles-Valentin Alkan en Alexis de Castillon. 
Ciccolini stond ook bekend om zijn Liszt-vertolkingen. Hij maakte meer dan 100 opnamen voor EMI-Pathé Marconi en andere maatschappijen, waaronder de complete sonatecycli van Wolfgang Amadeus Mozart en Ludwig van Beethoven. Ook nam hij het complete piano-oeuvre van Erik Satie op.
Op 9 december 1999 vierde Ciccolini zijn 50-jarige carrière als Frans pianist met een recital in het Théâtre des Champs-Élysées in Parijs.
In 2002 ontving Ciccolini de Diapason d'or voor zijn opname van het complete pianowerk van Leoš Janáček op label Abeille Music en dat van Robert Schumann op label  Cascavelle. Zijn complete Beethovensonates werden in 2006 heruitgebracht op Cascavelle.
- Bibsys: 99040008
- Biblioteca Nacional de España: XX888363
- Bibliothèque nationale de France: cb135200016 (data)
- Catàleg d'autoritats de noms i títols de Catalunya: 981058517082906706
- CiNii: DA08070928
- Gemeinsame Normdatei: 122361067
- International Standard Name Identifier: 0000 0001 0863 3564
- Library of Congress Control Number: n82055926
- Nationale Bibliotheek van Letland: 000277493
- MusicBrainz: f546711c-dda9-41cc-8bb8-6f7e7ddd71bd
- Nationale Bibliotheek van Tsjechië: xx0078346
- Nationale Bibliotheek van Israël: 987007277264905171
- Nederlandse Thesaurus van Auteursnamen: 073178667
- SNAC: w6w96650
- Système universitaire de documentation: 050222724
- Virtual International Authority File: 2628892
- WorldCat: E39PBJqkbgPqdHT9m3xvxqR3Qq